# Coelioxys angustivalva
Coelioxys angustivalva är en biart som beskrevs av Holmberg 1888. Coelioxys angustivalva ingår i släktet kägelbin, och familjen buksamlarbin. Inga underarter finns listade i Catalogue of Life.